# Biaojiao (köpinghuvudort i Kina, Shaanxi, lat 34,43, long 107,50)
Biaojiao är en köpinghuvudort i Kina. Den ligger i provinsen Shaanxi, i den nordvästra delen av landet, omkring 130 kilometer väster om provinshuvudstaden Xi'an. Antalet invånare är 31 665. Befolkningen består av 15 404 kvinnor och 16 261 män. Barn under 15 år utgör 13,0 %, vuxna 15-64 år 77 %, och äldre över 65 år 9,0 %.
Runt Biaojiao är det tätbefolkat, med 331 invånare per kvadratkilometer. Närmaste större samhälle är Fengxiang Chengguanzhen, 13,8 km nordväst om Biaojiao. Trakten runt Biaojiao består till största delen av jordbruksmark.
Genomsnittlig årsnederbörd är 730 millimeter. Den regnigaste månaden är september, med i genomsnitt 159 mm nederbörd, och den torraste är december, med 2 mm nederbörd.